# غارث ماكسويل
غارث ماكسويل (بالإنجليزية: Garth Maxwell)‏ هو مخرج نيوزلندي، ولد في 1963 في نيوزيلندا.

## وصلات خارجية
- غارث ماكسويل على موقع IMDb (الإنجليزية)
- غارث ماكسويل على موقع قاعدة بيانات الفيلم (الإنجليزية)